# Gyöngyös gyümölcsgalamb
A gyöngyös gyümölcsgalamb (Ptilinopus perlatus) a madarak osztályának galambalakúak (Columbiformes) rendjébe és a galambfélék (Columbidae) családjába tartozó faj.

## Előfordulása
Indonézia és Pápua Új-Guinea területén honos. Trópusi és szubtrópusi erdők lakója.

## Alfajai
- Ptilinopus perlatus perlatus (Temminck, 1835) - Pápua Új-Guinea nyugati része
- Ptilinopus perlatus plumbeicollis (A. B. Meyer, 1890)  Új-Guinea középső és északkeleti része
- Ptilinopus perlatus zonurus (Salvadori, 1876) - Új-Guinea déli része, valamint az Aru-szigetek és a D'Entrecasteaux-szigetek